# NXT Deadline (2022)
NXT Deadline (2022) (stylizowane jako DEADL1NE) – gala wrestlingu wyprodukowana przez federację WWE dla zawodników z brandu NXT. Odbyła się 10 grudnia 2022 w WWE Performance Center w Orlando w stanie Floryda. Emisja była przeprowadzana na żywo za pośrednictwem serwisu strumieniowego Peacock w Stanach Zjednoczonych i WWE Network na całym świecie oraz w systemie pay-per-view. Deadline zastąpiło NXT WarGames jako grudniowe wydarzenie brandu, ponieważ koncepcja WarGames została przeniesiona do głównego rosteru tegorocznej gali Survivor Series dla brandów Raw i SmackDown.
Na gali odbyło się pięć walk. W walce wieczoru, Bron Breakker pokonał Apollo Crewsa broniąc NXT Championship. W innych ważnych walkach, The New Day (Kofi Kingston i Xavier Woods) pokonali Pretty Deadly (Eltona Prince’a i Kita Wilsona) zdobywając NXT Tag Team Championship, zostając trzecimi WWE Tag Team Triple Crown Championami oraz rekordowo po raz dwunasty zostali mistrzami Tag Team w WWE, Grayson Waller wygrał męski Iron Survivor Challenge, zaś żeński Iron Survivor Challenge wygrała Roxanne Perez.

## Produkcja i rywalizacje
NXT Deadline oferowało walki profesjonalnego wrestlingu z udziałem wrestlerów należących do brandu NXT. Wyreżyserowane rywalizacje (storyline’y) były kreowane podczas cotygodniowych gal NXT i uzupełniający program transmisji strumieniowej online Level Up. Wrestlerzy są przedstawieni jako heele (negatywni, źli zawodnicy i najczęściej wrogowie publiki) i face’owie (pozytywni, dobrzy i najczęściej ulubieńcy publiki), którzy rywalizują pomiędzy sobą w seriach walk mających budować napięcie. Kulminacją rywalizacji jest walka wrestlerska lub ich seria.

### Iron Survivor Challenge kobiet i mężczyzn
15 listopada na odcinku NXT, Shawn Michaels ogłosił dwie walki Iron Survivor Challenge na NXT Deadline, jeden dla mężczyzn, a drugi dla kobiet. Zasady walki są takie:
- W pojedynku, który trwa 25 minut, rywalizuje pięciu wrestlerów.
- Dwóch wrestlerów rozpoczyna walkę, który rozpoczyna odliczanie czasu, a co pięć minut wchodzi inny wrestler, a piąty i ostatni uczestnik wchodzi po 15 minutach.
- Za każdym razem, gdy wrestler zdobędzie pinfall, poddanie lub stanie się ofiarą dyskwalifikacji, zdobywa punkt. Punkty można zdobyć jeszcze zanim dołączą do niego inni uczestnicy.
- Wrestler, który jest przypięty, poddany lub zdyskwalifikowany trafia na pudła karnego na 90 sekund.
- Zwycięzcą walki, nazywanym Żelaznym Ocalałym, jest wrestler, który zdobędzie najwięcej punktów po upływie 25 minut. W wyniku remisu remisujący w dogrywce dostają nagłą śmierć.
- Zwycięzcy zostaną pretendentami numer 1 do NXT Championship (dla mężczyzn) oraz NXT Women’s Championship (dla kobiet)[3].

29 listopada na odcinku NXT, Michaels ujawnił uczestników walk, którymi zostali, u mężczyzn: Carmelo Hayes, JD McDonagh, Grayson Waller i Joe Gacy, zaś u kobiet: Zoey Stark, Cora Jade, Roxanne Perez i Kiana James. W następnym tygodniu, Axiom zdobył piąte i ostatnie miejsce w walce mężczyzn, pokonując Vona Wagnera i Andre Chase’a w Triple Threat matchu, podczas gdy Indi Hartwell zdobyła piąte i ostatnie miejsce w walce kobiet, pokonując Wendy Choo i Fallon Henley, również w Triple Threat matchu.

### Bron Breakker vs. Apollo Crews
15 listopada na odcinku NXT, Apollo Crews ostrzegł NXT Championa Brona Breakkera, że jego celem było zostanie mistrzem. Później, po walce Crewsa, Breakker pojawił się, by się z nim skonfrontować. W następnym tygodniu, ogłoszono, że Breakker będzie bronić swojego tytułu przeciwko Crewsowi na Deadline.

### Pretty Deadly vs. The New Day
6 grudnia na odcinku NXT, NXT Tag Team Championi Pretty Deadly czytali świąteczną historię, kiedy przerwali im członkowie rosteru SmackDown, Xavier Woods i Kofi Kingston z The New Day, którzy zaatakowali duet i rzucili im wyzwanie o tytuły. Walka odbędzie się dla NXT Deadline.

### Alba Fyre vs. Isla Dawn
15 listopada na odcinku NXT, Alba Fyre przegrała z NXT Women’s Championką Mandy Rose w Last Woman Standing matchu po interwencji Isli Dawn, która zadebiutowała w NXT. 6 grudnia na odcinku NXT, po tym, jak Dawn z powodzeniem wygrała swoją walkę, Fyre ją zaatakowała. Później tej nocy, walka pomiędzy Dawn i Fyre została oficjalnie ogłoszona, że odbędzie się na Deadline.

## Gala
| Rola:                           | Osoba:            |
| ------------------------------- | ----------------- |
| Komentatorzy angielskojęzyczni  | Vic Joseph        |
| Komentatorzy angielskojęzyczni  | Booker T          |
| Komentatorzy hiszpańskojęzyczni | Marcelo Rodríguez |
| Komentatorzy hiszpańskojęzyczni | Jerry Soto        |
| Spiker                          | Alicia Taylor     |
| Sędziowie                       | Adrian Butler     |
| Sędziowie                       | Chip Danning      |
| Sędziowie                       | Dallas Irvin      |
| Sędziowie                       | Derek Sanders     |
| Sędziowie                       | Joey Gonzalez     |
| Panel Pre-show                  | Sam Roberts       |
| Panel Pre-show                  | McKenzie Mitchell |
| Panel Pre-show                  | Denise Salcedo    |

### Dark matche
Zanim gala rozpoczęła się na żywo, odbyły się dwa dark matche, które później były transmitowane w odcinku Level Up z 16 grudnia. W pierwszej, Ivy Nile (z Tatum Paxley) pokonała Lash Legend, podczas gdy w drugiej Chase University (Duke Hudson i Andre Chase) (z Theą Hail) pokonali Javiera Bernala i Xyona Quinna.

### Główne show
Właściwa gala rozpoczęła się od Iron Survivor Challenge kobiet, w którym uczestniczyły Indi Hartwell, Cora Jade, Kiana James, Roxanne Perez i Zoey Stark. Perez i Stark były pierwszymi dwoma uczestniczkami. James weszła do walki jaklo trzecia. Stark wykonała K-360 na Perez, aby zdobyć pierwszy punkt. Jade dołączyła do walki jako czwarta. Perez próbowała wykonać Pop Rocks na James, ale Jade odrzuciła Perez na bok i wykonała Superkick na James, aby zdobyć punkt. Hartwell weszła do walki jako ostatnia i przypięła Pereza po big bootcie, aby zdobyć punkt. Perez przypięła Stark roll-upem i zdobyła punkt. Perez wykonała Pop Rocks na Jade, aby objąć prowadzenie. W końcówce Jade wykonała DDT na Perez, która wytoczyła się z ringu po upływie czasu. W rezultacie Perez wygrała walkę z dwoma punktami i został nazwana Iron Survivorki kobiet.
W drugiej walce, Alba Fyre zmierzyła się z Islą Dawn. W końcówce, Fyre wykonała Swanton Bomb, ale sędzia wykrztusił czarną mazią. Dawn wykorzystała przewagę, wpychając Fyre w odsłonięty narożnik, a następnie wykonała Eye of the Hurricane, aby wygrać walkę.
W trzeciej walce, Pretty Deadly (Kit Wilson i Elton Prince) bronili mistrzostwo Tag Team NXT przeciwko The New Day (Kofi Kingston i Xavier Woods). Podczas walki wszyscy czterej zawodnicy rzucali jednym z tytułów w drugiego, udając, że zostali przez nich trafieni, w hołdzie dla Eddie Guerrero. W kulminacyjnym momencie, Wilson i Prince podjęli próbę wykonania Spilled Milk na Woodsie, ale Kingston wyciągnął Wilsona z ringu i wykonał Trouble in Paradise. Następnie Kingston i Woods wykonali Midnight Hour na Princie, aby po raz pierwszy zdobyć tytuły, co czyni ich trzecimi WWE Tag Team Triple Crown Championami. Oznaczało to również ich rekordowe dwunaste mistrzostwo tag team w WWE jako zespół i rekordowy piętnasty tytuł tag team w WWE dla Kingstona indywidualnie.
Przedostatnią walką był Iron Survivor Challenge mężczyzn, w którym udział wzięli Axiom, Joe Gacy, Carmelo Hayes, JD McDonagh i Grayson Waller. McDonagh, pierwszy uczestnik, zaatakował Axioma, drugiego uczestnika, podczas jego wejścia. Trzecim uczestnikiem był Hayes, który przypiął Axioma po tym, jak narzucił na niego McDonagha, zdobywając pierwszy punkt. Czwartym uczestnikiem był Waller, który wykonał Ace Crusher na Axiomie i McDonaghi, aby przypiąć ich obu i zdobyć dwa punkty. Axiom przypiął Wallera roll upem, aby zdobyć punkt, i wykonał Golden Ratio na McDonaghu, aby zdobyć kolejny. Ostatnim uczestnikiem był Gacy, który zmusił Axioma do poddania się dźwignią Rings of Saturn, aby zdobyć punkt, i przypiął Hayesa po wykonaniu Upside-Down World, aby zdobyć kolejny. Hayes zmusił Wallera do poddania się dźwignią crossface, aby zdobyć kolejny punkt. W końcowych momentach walki, Hayes wykonał diving leg drop na Axiomie, ale Waller wyciągnął Hayesa z ringu i przypiął samego Axioma, zdobywając trzeci punkt. Następnie Waller biegał po ringu aż do upływu czasu, wygrywając walki i otrzymując tytuł Iron Survivora mężczyzn.

### Walka wieczoru
W walce wieczoru, Bron Breakker bronił mistrzostwo NXT przeciwko Apollo Crewsowi. To była wyrównana walka. W pewnym momencie Crews wykonał swój własny Military Press Powerslam na Breakkerze dla nearfallu. W końcówce, Breakker wykonał Spear na Crewsie, aby zachować tytuł. Po walce pojawił się Grayson Waller i wykonał Ace Crusher na Breakkerze. Waller następnie trzymał tytuł nad Breakkerem, gdy gala się zakończyła.

## Wyniki walk
| Nr                                                                                    | Wyniki | Stypulacje                                                                      | Czas  |
| ------------------------------------------------------------------------------------- | --- | ------------------------------------------------------------------------------- | ----- |
| 1D                                                                                    | Ivy Nile (z Tatum Paxley) pokonała Lash Legend                                                                         | Singles match                                                                   | 6:37  |
| 2D                                                                                    | Chase University (Duke Hudson i Andre Chase) (z Theą Hail) pokonali Javiera Bernala i Xyona Quinna                     | Tag Team match                                                                  | 9:46  |
| 3                                                                                     | Roxanne Perez (2) pokonała Zoey Stark (1), Corę Jade (1), Kianę James (0) i Indi Hartwell (1)                          | Żeński Iron Survivor Challenge o miano pretendentki do NXT Women’s Championship | 25:00 |
| 4                                                                                     | Isla Dawn pokonała Albę Fyre poprzez pinfall                                                                           | Singles match                                                                   | 9:52  |
| 5                                                                                     | The New Day (Kofi Kingston i Xavier Woods) pokonali Pretty Deadly (Eltona Prince’a i Kita Wilsona) (c) poprzez pinfall | Tag Team match o NXT Tag Team Championship                                      | 14:05 |
| 6                                                                                     | Grayson Waller (3) pokonał Carmelo Hayesa (2), JD McDonagha (0), Joego Gacy’ego (2) i Axioma (2)                       | Męski Iron Survivor Challenge o miano pretendenta do NXT Championship           | 25:00 |
| 7                                                                                     | Bron Breakker (c) pokonał Apollo Crewsa poprzez pinfall                                                                | Singles match o NXT Championship                                                | 14:34 |
| (c) – mistrz/mistrzyni przed walkąD – walka była dark matchem (nietransmitowana w TV) | |                                                                                 |       |

### Statystyki żeńskiego Iron Survivor Challenge’u
- Kolejność wejścia: Roxanne Perez, Zoey Stark, Kiana James, Cora Jade i Indi Hartwell

| Wynik        | Zdobywczyni punktu | Wrestlerka przypięta lub poddana | Metoda  | Notki                             | Czas  |
| ------------ | ------------------ | -------------------------------- | ------- | --------------------------------- | ----- |
| 0–0–0–0–1    | Zoey Stark         | Roxanne Perez                    | Pinfall | Przypięta po otrzymaniu Z-360     | 9:31  |
| 1–0–0–0–1    | Cora Jade          | Kiana James                      | Pinfall | Przypięta po otrzymaniu superkick | 12:38 |
| 1–1–0–0–1    | Indi Hartwell      | Roxanne Perez                    | Pinfall | Przypięta po otrzymaniu big boot  | 16:00 |
| 1–1–0–1–1    | Roxanne Perez      | Zoey Stark                       | Pinfall | Przypięta ruchem schoolgirl       | 18:37 |
| 1–1–0–2–1    | Roxanne Perez      | Cora Jade                        | Pinfall | Przypięta po otrzymaniu Pop Rocks | 23:01 |
| Zwyciężczyni | Roxanne Perez      | —                                | —       | —                                 | 25:00 |

### Statystyki męskiego Iron Survivor Challenge’u
- Kolejność wejścia: JD McDonagh, Axiom, Carmelo Hayes, Grayson Waller i Joe Gacy

| Wynik     | Zdobywca punktu | Wrestler przypięty lub poddany | Metoda     | Notki                                                            | Czas  |
| --------- | --------------- | ------------------------------ | ---------- | ---------------------------------------------------------------- | ----- |
| 0–1–0–0–0 | Carmelo Hayes   | Axiom                          | Pinfall    | Przypięty po wykonaniu cutter na McDonaghu który upadł na Axioma | 7:12  |
| 0–1–1–0–0 | Grayson Waller  | Axiom                          | Pinfall    | Przypięty po otrzymaniu Ace Crusher                              | 10:13 |
| 0–1–2–0–0 | Grayson Waller  | JD McDonagh                    | Pinfall    | Przypięty po otrzymaniu Ace Crusher                              | 10:17 |
| 1–1–2–0–0 | Axiom           | Grayson Waller                 | Pinfall    | Przypięty ruchem roll-up                                         | 14:14 |
| 2–1–2–0–0 | Axiom           | JD McDonagh                    | Pinfall    | Przypięty po otrzymaniu Golden Ratio                             | 14:36 |
| 2–1–2–0–1 | Joe Gacy        | Axiom                          | Submission | Poddany po założeniu dźwigni Rings of Saturn                     | 16:02 |
| 2–1–2–0–2 | Joe Gacy        | Carmelo Hayes                  | Pinfall    | Przypięty po otrzymaniu Upside-Down World                        | 17:11 |
| 2–2–2–0–2 | Carmelo Hayes   | Grayson Waller                 | Submission | Poddany po założeniu dźwigni crossface                           | 19:24 |
| 2–2–3–0–2 | Grayson Waller  | Axiom                          | Pinfall    | Przypięty po otrzymaniu Nothing But Net od Hayesa                | 24:30 |
| Zwycięzca | Grayson Waller  | —                              | —          | —                                                                | 25:00 |